# Rouge d'Ottrott
Le rouge d'Ottrott, officiellement alsace Ottrott, ou plus simplement ottrott, est un vin rouge produit sur les communes d'Ottrott et d'Obernai, dans le Bas-Rhin. Il s'agit d'une dénomination géographique complémentaire au sein de l'appellation d'origine contrôlée (AOC) alsace.

## Histoire

### Moyen Âge
Des bénédictins venus de Bourgogne, en 1109, apportèrent avec eux des plants de ce cépage et s'installèrent à Ottrott. Ils aménagèrent en terrasses le versant sud de la colline du Steinberg  et cette production de vin rouge resta attestée jusqu'en 1130. L'empereur Karl Friedrich fit don d'un vignoble de ce terroir à l'abbaye Saint-Pierre d'Étival en 1180. Un propriétaire laïc, Karl Hohenburg, fut désigné, pour la première fois, en 1257, dans un bref du pape Alexandre IV. Un acte du 23 mars 1340 cite les vignobles d'Erlebach avec ceux du Hungensberg, Mittelbuhel et Wardwege.

### Période moderne et contemporaine

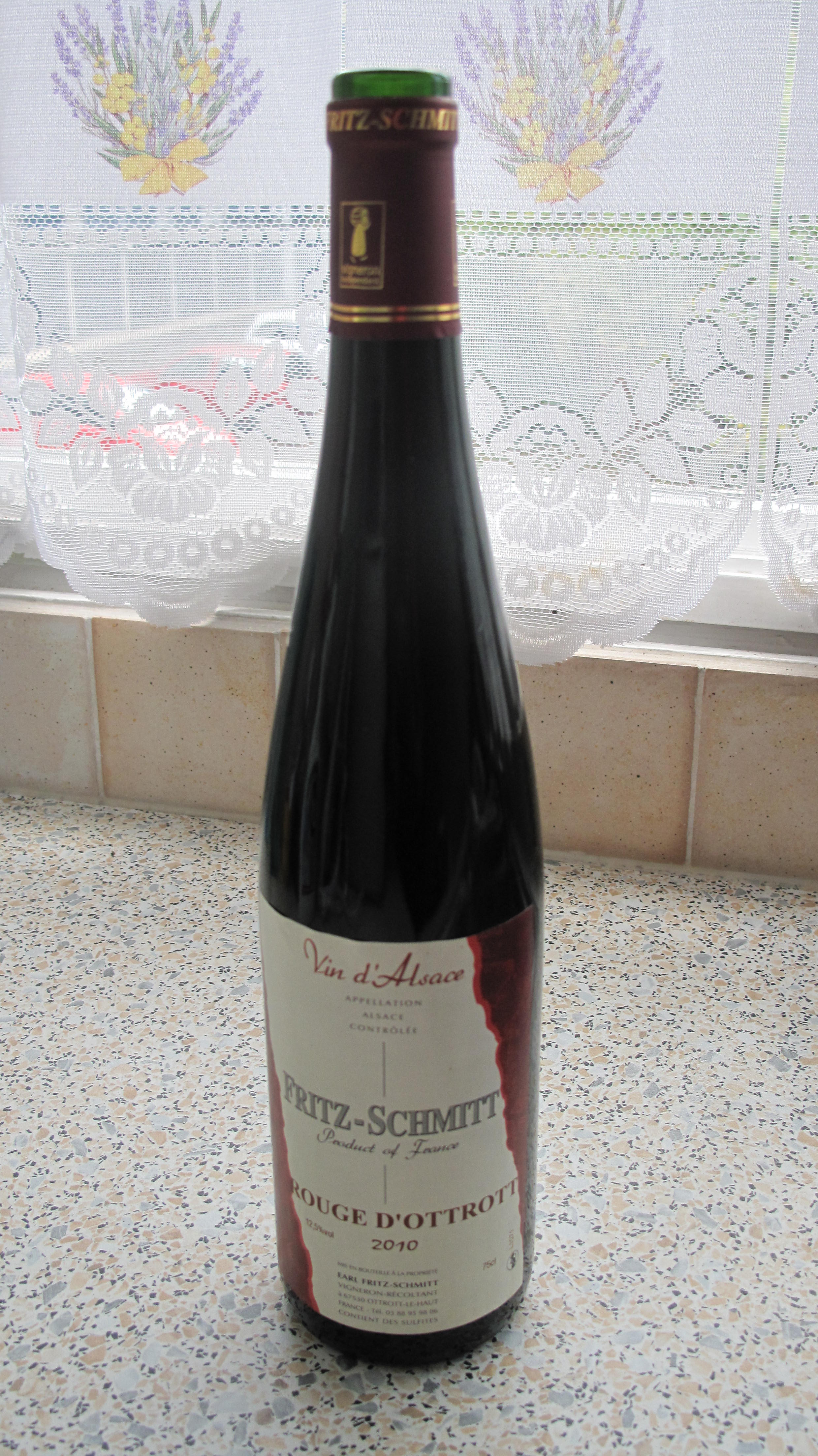
Bouteille de rouge d'Ottrott

En 1899, la superficie du vignoble atteignait 46 hectares mais régressa ensuite au cours du XXe siècle pour plafonner à 40 hectares en 1955 avec une production de 2 550 hectolitres. Depuis le début du XXIe siècle la diminution du vignoble s'est accélérée puisqu'il ne compte plus que 25 hectares.
Après une demande de modification du cahier des charges de l'appellation alsace le 21 octobre 2010, comprenant notamment la demande de reconnaissance de plusieurs dénominations géographiques, dont celle du rouge d'Ottrott qui s'étendrait aussi sur une partie de la commune d'Obernai, le décret du 25 octobre 2011 créé la dénomination géographique « Ottrott ». Le cahier des charges est ensuite modifié en septembre 2014, en juin 2016, en septembre 2019, en juin 2021, en août 2023 et en novembre 2024.

### Étymologie
La première mention écrite du toponyme Ottrott date d'un document de l'an 1059, rédigé en latin, à la suite de l'ordonnance du roi Heinrich IV (roi et empereur germanique) envers l'évêque Hezel de Strasbourg, qui cite la villa Otonis, quae dicitur Ottenroden. Il semble donc qu'un certain chevalier Oton ou Otton s'était installé dans cette contrée alors sauvage et recouverte de forêts (Rode en langage haut allemand). D'autres estiment que ce nom vient de Ot-Trott (« cave ou cellier d'Oton »). Selon une autre hypothèse, Ottenroden signifierait auf der roten Erde (« sur la terre rouge »).

## Situation géographique
Le rouge d'Ottrott est produit en France, dans la région Alsace, plus précisément dans le département du Bas-Rhin, sur les communes d'Ottrott et d'Obernai (la première à 4 kilomètres à l'ouest de la seconde), à 31 kilomètres au sud-ouest de Strasbourg.

### Géologie
Les vignes poussent essentiellement sur des dépôts récents du Quaternaire arrachés par l'érosion aux collines sous-vosgiennes se trouvant à l'ouest d'Ottrott. Il s'agit de dépôts de solifluxion datant du Pléistocène, ainsi que de dépôts encore plus récents de piedmont datant du Mindel ou du Riss, composés de débris et de blocs majoritairement du Buntsandstein emballés dans une matrice argilo-limoneuse,.

### Climatologie
À l'ouest, les Vosges protègent le coteau du vent et de la pluie. Les vents d'ouest dominants perdent leur humidité sur le versant occidental des Vosges et parviennent en Alsace sous forme de foehn, secs et chauds. Les précipitations sont donc particulièrement faibles.
De ce fait, le climat est bien plus sec (Colmar, plus au sud, est la station la plus sèche de France) et un peu plus chaud (avec une température annuelle moyenne plus haute de 1,5 °C) que ce qui serait attendu à cette latitude. Le climat est continental et sec avec des printemps chauds, des étés secs et ensoleillés, de longs automnes et des hivers froids.
La station météo de Strasbourg (à 150 mètres d'altitude) est la plus proche de Wolxheim, mais la station se trouve au bord du Rhin, en plaine. Ses valeurs climatiques de 1961 à 1990 sont :
| Mois                              | jan. | fév. | mars | avril | mai  | juin | jui. | août | sep. | oct. | nov. | déc. | année |
| --------------------------------- | ---- | ---- | ---- | ----- | ---- | ---- | ---- | ---- | ---- | ---- | ---- | ---- | ----- |
| Température minimale moyenne (°C) | −1,7 | −0,9 | 1,6  | 4,6   | 8,6  | 11,7 | 13,4 | 13,1 | 10,3 | 6,5  | 2,1  | −0,7 | 5,7   |
| Température moyenne (°C)          | 0,9  | 2,5  | 6    | 9,6   | 13,8 | 17   | 19,1 | 18,6 | 15,5 | 10,6 | 5,2  | 1,9  | 10,1  |
| Température maximale moyenne (°C) | 3,5  | 5,8  | 10,4 | 14,6  | 19   | 22,2 | 24,7 | 24,2 | 20,8 | 14,7 | 8,2  | 4,5  | 14,4  |
| Ensoleillement (h)                | 42   | 78   | 122  | 161   | 197  | 212  | 240  | 215  | 168  | 101  | 58   | 43   | 1 637 |
| Précipitations (mm)               | 33,1 | 34,3 | 36,6 | 48    | 74,5 | 74,6 | 56,8 | 67,8 | 55,5 | 43   | 46,6 | 39,9 | 610,5 |

## Vignoble
Le vignoble s'étend sur les communes d'Ottrott et d'Obernai. Selon les Douanes, la superficie revendiquée en 2023 sous l'appellation est de 24,3 hectares.

### Encépagement
Le seul cépage utilisé est le pinot noir N. Il s'agit d'un cépage capricieux, craignant nombre de maladies. Il débourre précocement, ce qui fait qu'il est sensible aux gelées printanières, notamment en plaine ou en bas des coteaux.

### Rendements
Les rendements maximum autorisés sont de 60 hl/ha avec un rendement butoir à 66 hl/ha.

## Vins

### Vinification et élevage
Pour faire un vin rouge, il faut que la macération dure le temps de la fermentation alcoolique. Outre la couleur, elle permet de solubiliser les tanins. Le pressurage intervient à ce moment-là pour séparer le vin du marc de raisin. Le vin subit alors la fermentation malolactique. Elle transforme l'acide malique à deux groupes carboxyle, en acide lactique qui n'en comporte qu'un. L'opération conduit à une désacidification naturelle du vin ; elle arrondit le vin, le rend plus souple et moins âpre.

### Terroir et vins
Situé au pied du mont Sainte-Odile, le vignoble d'Ottrott possède un terroir viticole où se complaît le pinot noir, cépage à la base du vin rouge de cette commune.

### Gastronomie
Le rouge d'Ottrott est le plus souvent un vin à la robe d'un rouge léger voire d'un rose soutenu. Pour le nez et la bouche, c'est un vin léger (très peu tannique) et plutôt fruité (petits fruits rouges et noirs).
Les pinots noirs d'Alsace s'accordent avec la cuisine alsacienne, notamment avec les plats nécessitant un vin rouge.

## Économie

### Bouteilles
Les vins d'Alsace doivent être mis en bouteille uniquement dans des flûtes, c'est-à-dire des bouteilles du type « vin du Rhin » de 75 centilitres, règlementées par plusieurs décrets.

### Structure des exploitations
La superficie plantée correspond actuellement à 25 hectares.

### Liste de producteurs
- Gilbert Eber, à Ottrott ;
- Fritz-Schmitt, à Ottrott[19] ;
- Paul Schoettel, à Ottrott ;
- Jean-Charles Vonville & fils, à Ottrott[20].